# Чезаре Беккаріа
Чеза́ре Бекка́ріа (італ. Caesar Beccaria; 15 березня 1738— 28 листопада 1794) — італійський юрист і публіцист, проповідник ідей буржуазії періоду її боротьби з феодалізмом.
В трактаті «Про злочини і покарання» (1764) Беккаріа піддав різкій критиці кримінальне право та судові порядки феодальних держав, виступав проти поліцейської сваволі, застосування тортур і формальної системи доказів інквізиції.
Беккаріа обґрунтовував необхідність додержання законності, визначення покарання відповідно до злочину. Його працю високо цінили сучасники-просвітителі (Вольтер, Дідро) і вона мала великий вплив на погляди юристів 19 століття.
На його честь названо астероїд 8935 Беккарія.